# Selno
Selno est un village de la municipalité de Krapinske Toplice (comitat de Krapina-Zagorje) en Croatie. Au recensement de 2011, le village comptait 395 habitants.